# Bob Daisley
Bob Daisley właściwie Robert Daisley (ur. 13 lutego 1950 w Sydney) – australijski muzyk, kompozytor i basista. Daisley współpracował z takimi wykonawcami jak Ozzy Osbourne, Black Sabbath, Uriah Heep, Rainbow, Gary Moore, Yngwie Malmsteen, Living Loud, Jon Lord, Chicken Shack, Mungo Jerry, Widowmaker. Bob Daisley używa wzmacniaczy Mark Bass oraz strun Picato.

## Dyskografia
| Kahvas Jute - Wide Open (1970) - Then Again (Live at the Basement) (2006) Chicken Shack Unlucky Boy (1972) Mungo Jerry - Long Legged Woman Dressed In Black (1974) Widowmaker - Widowmaker (1975) - Too Late To Cry (1977) - Straight Faced Fighter (2002) Rainbow - Long Live Rock ‘N’ Roll (1978) - Finyl Vinyl (1978) - Live in Germany 1977 (2006) (CD, DVD) Ozzy Osbourne - Blizzard of Ozz (1980) - Diary of a Madman (1981) - Bark at the Moon (1983) - The Ultimate Sin (1986) - No Rest For The Wicked (1988) - No More Tears (1991) |  | Gary Moore - Victims Of The Future (1984) - Run for Cover (1985) - Wild Frontier (1987) - After the War (1988) - Still Got the Blues (1990) - After Hours (1992) - Power of the Blues (2004) - The Platinum Collection (2006) Black Sabbath - The Eternal Idol (1987) The Hoochie Coochie Men - The Hoochie Coochie Men (2001) - Live at the Basement (2003, 2CD/DVD, with Jon Lord) - Danger. Whitemen Dancing (2007, with Jon Lord) Uriah Heep - Abominog (1982) - Head First (1983) - Time Of Revelation (1996) Living Loud - Living Loud (2004) - Live in Sydney 2004 (2005) |